# Chlorodiella ohshimai
Chlorodiella ohshimai is een krabbensoort uit de familie van de Xanthidae. De wetenschappelijke naam van de soort is voor het eerst geldig gepubliceerd in 1967 door Miyake & Takeda.